# Vlasina Rid
Vlasina Rid (en serbe cyrillique : Власина Рид) est un village de Serbie situé dans la municipalité de Surdulica, district de Pčinja. Au recensement de 2011, il comptait 175 habitants.

## Géographie
Vlasina Rid est situé au bord du lac Vlasina.

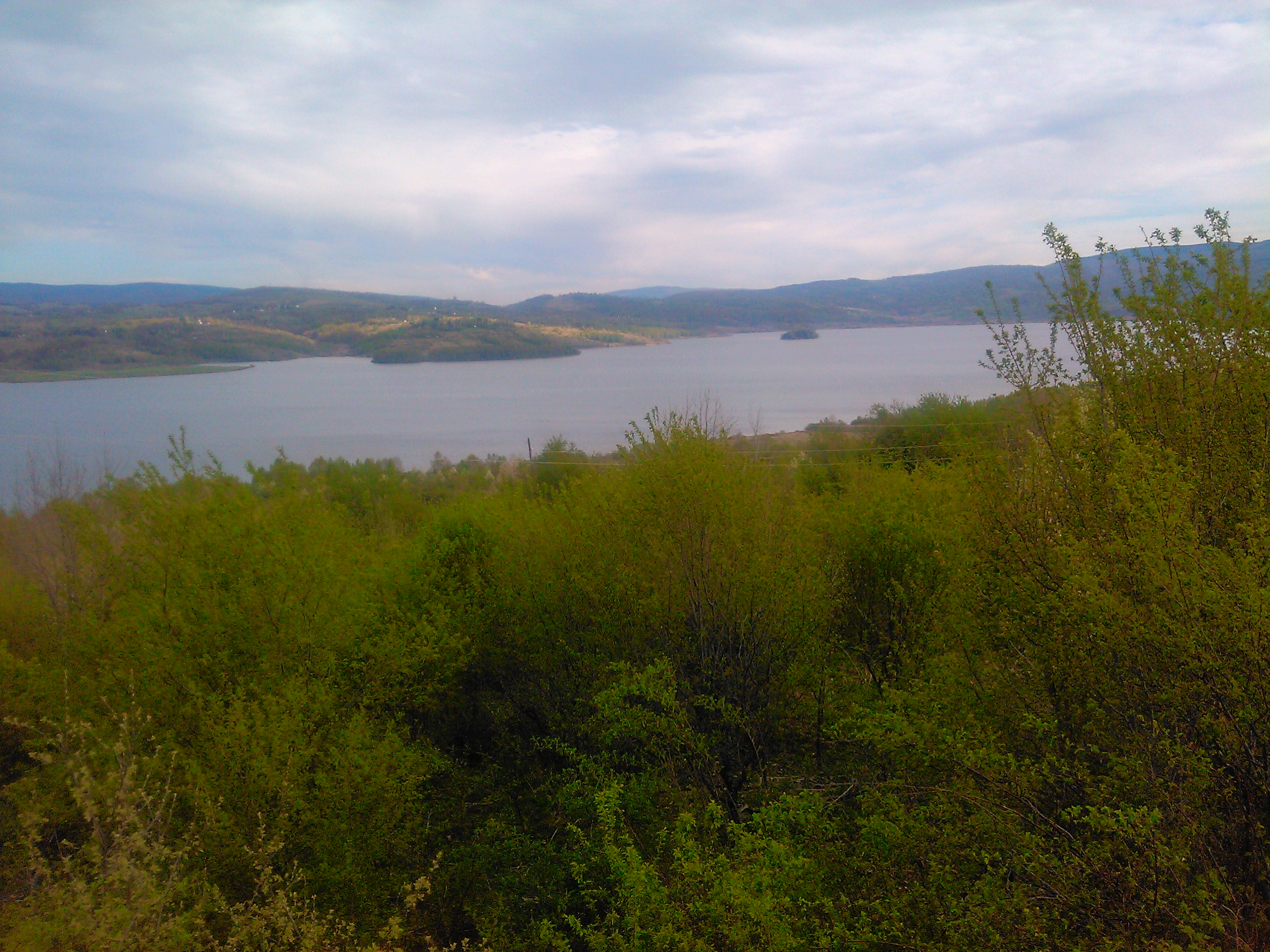
Le lac Vlasina à Vlasina Rid

## Histoire

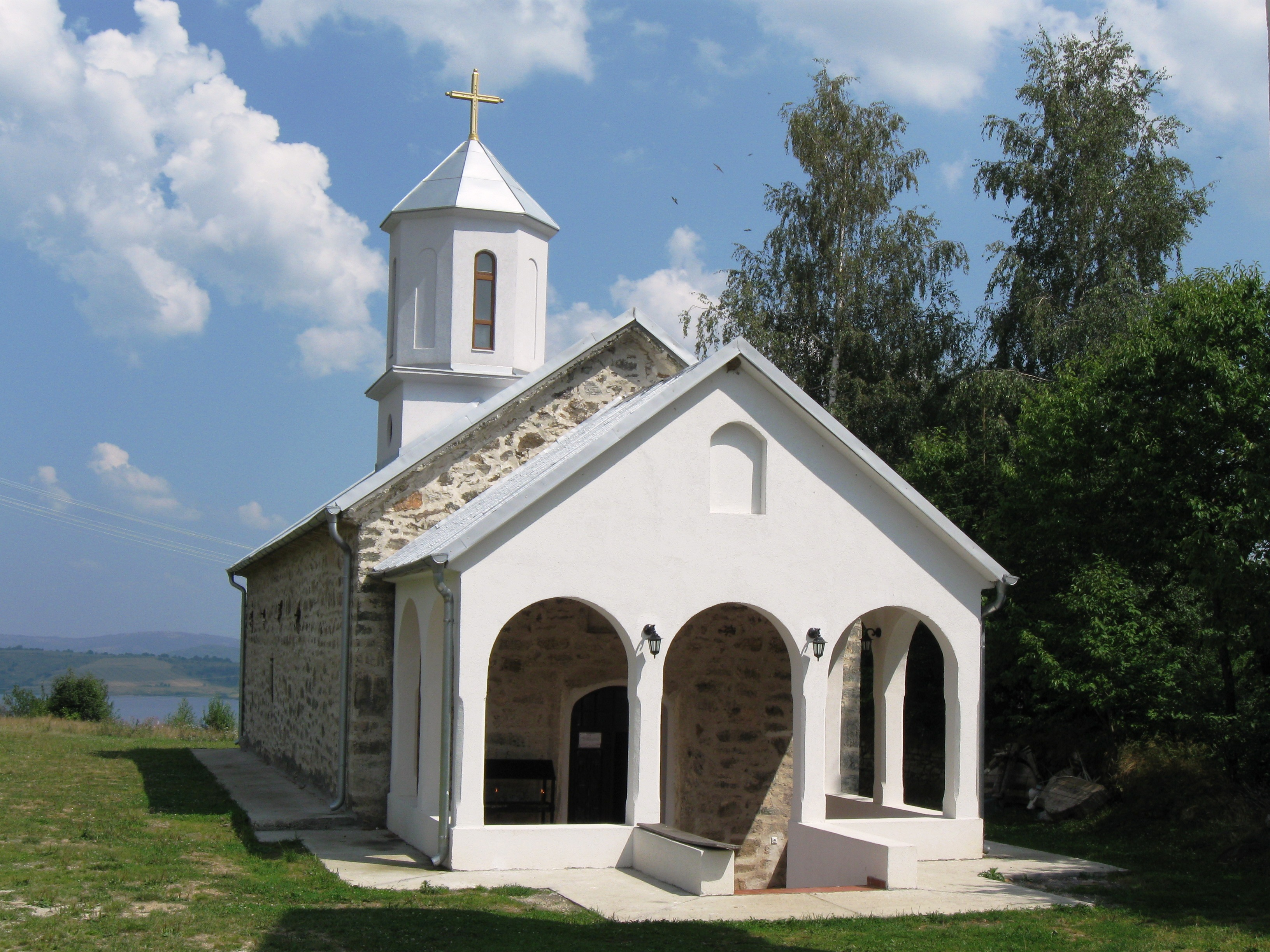
L'église Saint-Élie à Vlasina Rid

## Démographie
| 1948  | 1953  | 1961  | 1971  | 1981 | 1991 | 2002 | 2011 |
| ----- | ----- | ----- | ----- | ---- | ---- | ---- | ---- |
| 2 669 | 2 689 | 1 945 | 1 186 | 641  | 426  | 276  | 175  |

|  |